# Imbir żółty
Imbir żółty, imbir czerwony, kassumunar (Zingiber montanum) – gatunek byliny z rodziny imbirowatych. Pochodzi z Indii. Uprawiany jest w wielu krajach o tropikalnym klimacie

## Morfologia
Roślina o liściach równo-wąsko-lancetowatych tworzących rurkowatą łodygę dochodzącą do 1,5 metra wysokości. Łodyga kwiatonośna posiada na szczycie kłos z rudymi, kosmatymi przysadkami. Kwiaty duże w kolorze bladożółtym, podobne do kwiatów imbiru lekarskiego. Kłącze z bulwiastymi zgrubieniami. 

## Zastosowanie
Roślina lecznicza – wykorzystywane jest kłącze.